# 경주부 관아건물
경주부 관아건물(慶州府 官衙建物)은 대한민국 경상북도 경주시 동부동에 있는 조선시대 중기~후기의 건축물이다. 2020년 2월 17일 경상북도의 기념물 제177호로 지정되었다.

## 개요
조선 정조 때 제작된 것으로 추정되는 ‘경주읍내전도’와 경주의 과거기록을 개편 증보한 ‘동경통지’를 통해 경주읍성내의 관아를 파악할 수 있다. 그 중에서 현재 관아의 내아에 해당하는 부지가 원형대로 잘 남아 있고 여기에는 관아관련건물이었던 내아가 자리잡고 있고, 양무당과 부사는 이곳으로 이축되어 잘 보존되고 있다. 현재 경주문화원이 이를 활용하고 있다.

## 지정 사유
경주부 관아건물인 내아⋅부사⋅양무당 등 3동의 건물은 18세기 말에 제작된 「경주읍내전도」와 「동경통지」에서 실재(實在)했음이 분명히 확인되고 있는 점에서, 적어도 100년 이상의 역사를 가진 건축물이다. 비록 부사와 양무당은 이건되었지만 원형을 비교적 잘 보존하고 있는 것으로 보이며, 내아는 창건된 이래 현재의 위치에서 큰 변모없이 그대로 유지된 것으로 추정된다. 이에 더하여 일제 강점기 이래 1975년까지 경주박물관 건물로 활용되었다는 근대적 의미까지 가지고 있는 등 문화재로 지정되어 보존되어야 할 가치가 있다고 판단되어, 기념물로 지정하기로 한다.

## 참고 문헌
- 경주부 관아건물 - 국가유산청 국가유산포털